# Ernesto Paternò Castello di Carcaci
Ernesto Paternò Castello di Carcaci (Paternò, 1882 – Roma, 1971) fou lloctinent de l'Orde de Sant Joan de Jerusalem durant la manca de Gran Mestre després de la mort de Ludovico Chigi Albani della Rovere i la renúncia d'Antonio Hercolani-Fava-Simonetti com a lloctinent.

## Biografia
Ernesto Paternò Castello di Carcaci va néixer a la família noble dels Ducs de Carcaci, Prínceps de Biscari, una de les més importants de Sicília.
Cavaller de l'orde de Malta el 1953 es va negar a donar suport a la "Orde Militar del Collar de Santa Àgata de Paterna", fundada per una branca menor de la família.
Va ser triat lloctinent del gran mestre del Consell d'Estat de l'Orde de Malta el 25 d'abril 1955, després de la gobernatura provisional de l'agent judicial amb Antonio Hercolani-Fava-Simonetti. Sota el seu mandat l'Orde de Malta va començar a encunyar monedes després d'una pausa d'un segle i mig. Va ocupar el càrrec fins a l'11 de maig 1962, quan, després d'11 anys d'absència, va ser elegit un nou Gran Mestre del Sobirà Orde Militar de Malta.